# بیمارستان بین‌المللی دانشگاه پکن
بیمارستان بین‌المللی دانشگاه پکن (به انگلیسی: Beijing University International Hospital) بیمارستانی مدیکر در کشور چین است که در سال ۲۰۱۰ میلادی ساخته شده و دارای ۱٬۸۰۰ تخت است.